# Moses (Familienname)
Moses ist ein Familienname.

## Namensträger

### A
- Aaron Moses, US-amerikanischer Schauspieler
- Aaron Moses-Garvey (* 1989), Fußballspieler für St. Kitts & Nevis
- Agi Moses, papua-neuguineischer Fußballspieler
- Albert Moses (1937–2017), britischer Schauspieler
- Alfred H. Moses (* 1929), US-amerikanischer Rechtsanwalt und Diplomat
- Andrea Moses (* 1972), deutsche Regisseurin
- Andrew Moses (1874–1946), US-amerikanischer Generalmajor
- A. Dirk Moses (* 1967), australischer Historiker
- Arthur Moses (* 1973), ghanaischer Fußballspieler

### B
- Basil Moses (1941–2011), südafrikanischer Jazzmusiker
- Bob Moses (* 1948), US-amerikanischer Jazzschlagzeuger

### C
- Charles L. Moses (1856–1910), US-amerikanischer Politiker
- China Moses (* 1978), US-amerikanische Moderatorin und Sängerin
- Christian Moses (* 1993), sierra-leonischer Fußballspieler

### D
- Dennis Moses, trinidadischer Politiker und Diplomat

### E
- Ed Moses (Schwimmer) (* 1980), US-amerikanischer Schwimmer
- Eduardo Mosés (* 1958), mexikanischer Fußballspieler
- Edward Moses (1926–2018), US-amerikanischer Maler
- Edwin Moses (* 1955), US-amerikanischer Leichtathlet
- Eliezer Moses (* 1946), israelischer Politiker
- Elisabeth Moses (1894–1957), deutsch-amerikanische Kunsthistorikerin und Kuratorin
- Else Bechteler-Moses (1933–2023), deutsche Künstlerin

### F
- Franklin Moses (1838–1906), US-amerikanischer Politiker

### G
- George H. Moses (1869–1944), US-amerikanischer Politiker
- Gina Akpe-Moses (* 1999), irische Sprinterin
- Grandma Moses (1860–1961), US-amerikanische Malerin

### H
- Hanna Meyer-Moses (1927–2024), deutsche Überlebende des Holocaust
- Harold L. Moses, Pathologe und Krebsforscher
- Harry Moses (1858–1938), australischer Cricketspieler
- Heinrich Moses (1852–1920), österreichischer Lehrer, Volkskundler, Sammler und Gründer des Städtischen Museums in Neunkirchen, Niederösterreich
- Henry Moses (1781–1870), englischer Kupferstecher

### J
- J. C. Moses (John Curtis Moses; 1936–1977), US-amerikanischer Jazzschlagzeuger
- Jamie Moses (* 1955), britisch-amerikanischer Musiker
- Joe Moses (Fußballspieler) (* 2002), vanuatuischer Fußballspieler
- Joel Moses (1941–2022), israelisch-US-amerikanischer Informatiker
- John Moses (Politiker, 1781) (1781–1849), norwegischer Politiker
- John Moses (Politiker, 1825) (1825–1898), US-amerikanischer Politiker (Illinois)
- John Moses (Politiker, 1885) (1885–1945), US-amerikanischer Politiker (North Dakota)
- John A. Moses (1930–2024), australischer Historiker
- Julius Moses, eigentlicher Name von Julius Mosen (1803–1867), deutscher Dichter und Schriftsteller
- Julius Moses (Politiker) (1868–1942), deutscher Arzt und Politiker
- Julius Moses (Pädagoge) (1869–1945), deutscher Arzt und Heilpädagoge

### K
- Kareem Moses (* 1990), trinidadischer Fußballspieler
- Kathryn Moses (1943–2021), US-amerikanische Jazzmusikerin

### L
- Lee Moses (1941–1998), amerikanischer R&B- und Soulsänger
- Leon N. Moses (1924–2013), US-amerikanischer Wirtschaftswissenschaftler
- Lloyd R. Moses (1904–2000), US-amerikanischer Offizier, Generalmajor der US-Army

### M
- Marion Moses (1932–2004), US-amerikanische Schauspielerin, siehe Marian McCargo
- Marion Moses (Medizinerin) (1936–2020), US-amerikanische Medizinerin und Aktivistin
- Mark Moses (* 1958), US-amerikanischer Schauspieler
- Marlene Moses (* 1961), nauruische Politikerin
- Merrill Moses (* 1977), US-amerikanischer Wasserballspieler

### P
- Paulus Moses (* 1978), namibischer Boxer
- Peter Moses-Krause (1943–2023), deutscher Verleger

### Q
- Quentin Moses (1983–2017), US-amerikanischer American-Football-Spieler

### R
- Remi Moses (* 1960), englischer Fußballspieler
- Reuven Moses (* 1966), israelischer Badmintonspieler
- Rick Moses (* 1952), US-amerikanischer Schauspieler
- Robert Moses (1888–1981), US-amerikanischer Stadtplaner
- Robert Moses (1935–2021), US-amerikanischer Aktivist, Bob Moses (Aktivist)
- Robert Moses (* 1948), US-amerikanischer Jazz-Schlagzeuger, siehe Bob Moses

### S
- Senta Moses (* 1973), US-amerikanische Schauspielerin
- Siegfried Moses (Rabbiner) (1865–1940), deutscher Rabbiner
- Siegfried Moses (Jurist) (1887–1974), deutsch-israelischer Rechtsanwalt und Wirtschaftspolitiker
- Stefan Moses (1928–2018), deutscher Fotograf
- Stéphane Mosès (1931–2007), israelisch-französischer Literaturwissenschaftler und Germanist
- Steve Moses (* 1989), US-amerikanischer Eishockeyspieler

### T
- Tallis Obed Moses (* 1954), vanuatuischer Presbyterianischer Geistlicher und Politiker
- Ted Moses (1943–2020), US-amerikanischer Jazzmusiker
- Tilly Moses (1893–1982), deutsch-israelische Bergsteigerin und Ärztin

### V
- Victor Moses (* 1990), nigerianisch-englischer Fußballspieler

### W
- Wally Moses (1910–1990), US-amerikanischer Baseballspieler
- William R. Moses (* 1959), US-amerikanischer Schauspieler
- William Stainton Moses (1839–1892), englischer Geistlicher und Medium
- Winston Moses (* 1976), liberianischer Fußballspieler

### Y
- Yolanda T. Moses (* 1946), US-amerikanische Anthropologin
- Yoram Moses (* um 1960), israelischer Informatiker